# Philippe Raschke
Philippe Raschke (Clermont-Ferrand, 19 settembre 1967) è un ex calciatore francese, di ruolo difensore.

## Caratteristiche tecniche
Era un terzino destro.

## Palmarès
- Coppa di Lega francese: 2

Strasburgo: 1996-1997
Sochaux: 2003-2004
- Ligue 2: 2

Bordeaux: 1991-1992
Sochaux: 2000-2001